# Bonanno (cognome)
Bonanno è un cognome di lingua italiana.

## Varianti
Bonanni.

## Origine e diffusione
Cognome tipicamente panitaliano, è presente prevalentemente in Sicilia.
Potrebbe costituire una variante di Boni e significare "che la tua presenza sia di buon auspicio perenne".

## Persone
- Leonardo Bonanno (1947) – vescovo cattolico italiano
- Pietro Bonanno (1863-1905) – politico italiano
- Raffaele Bonanno (1915-1940) – militare italiano